# Planar (linie lotnicze)
Planar – nieistniejące już angolskie linie lotnicze wykonujące loty czarterowe.